# 1900 ve fotografii

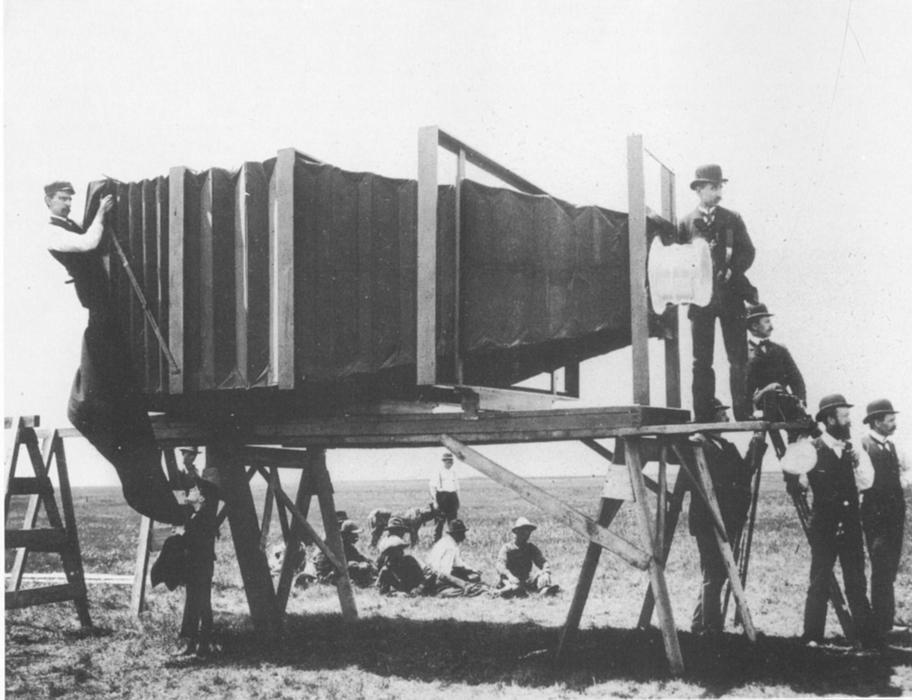
Obří fotoaparát Mamut, který postavil George R. Lawrence v roce 1900 pro Altonské železnice. Kontaktní fotografie z něj měly rozměr 2,4 × 1,4 metru. (Lawrence dohlíží na správnou expozici u objektivu)

Tento článek obsahuje významné fotografické události v roce 1900.

## Události
- Kodak uvedl na trh svůj první fotoaparát Brownie.
- F. Holland Day uspořádal výstavu New School of American Photography v prostorách Royal Photographic Society v Londýně.
- George Raymond Lawrence postavil největší deskový fotoaparát na světě pojmenovaný Mamut. Vážil 625 kilogramů, exponoval fotografické desky o velikosti 2,4 × 1,3 metru.[1][2] S deskou, která vážila 225 kilogramů muselo manipulovat 15 mužů.[3]
- Světová výstava 1900:
  - Na této výstavě Altonské železnice prezentovaly fotografie svého luxusního vlaku Alton Limited, který měl být nasnímán na jedné obří fotografii. George R. Lawrence, najatý pro tento úkol, vymyslel a postavil pro tento účel jedinečný deskový fotoaparát Mamut. Byly zhotoveny celkem tři fotografie, které na Expo získaly cenu Grand Prix.
  - Americký fotograf William Herman (1855–1920) pořídil během výstavy stereofotografie Italského paláce.
  - Fotografky Zaida Ben-Yusufová a Frances Benjamin Johnstonová dohlížely na sestavení výstavy na téma Americké ženy fotografky. Yusufová vystavila pět portrétů.[4]
  - Za své akvarely získala ocenění malířka a fotografka Sarah Choate Sears.

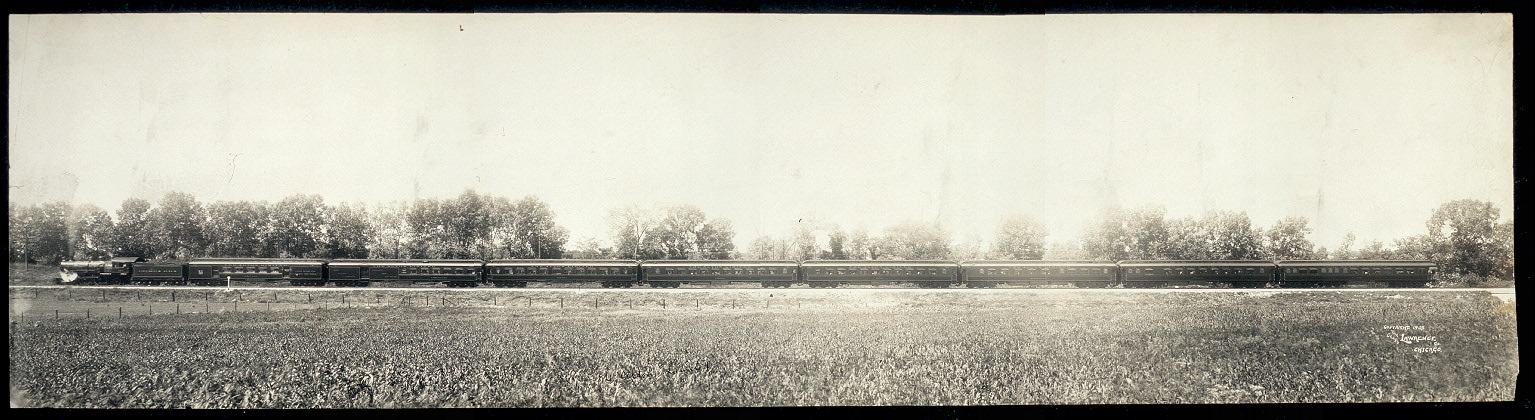
Luxusní vlak Alton Limited

## Narození v roce 1900
- 22. ledna – Karel Hájek, novinářský fotograf († 31. března 1978)
- 24. ledna – Tomio Kondó, japonský fotograf († 15. listopadu 1957)
- 26. ledna – Yva (Else Ernestine Neuländer-Simon), německá židovská fotografka († 31. prosince 1944)
- 11. února – Rudolf Kohn, český dokumentární fotograf († 1942)
- 11. března – Anton Bruehl,  americký módní fotograf australského původu (†  10. srpna 1982)
- 26. března – Walter Zadek, izraelský fotograf narozený v Německu († 20. prosince 1992)
- 5. dubna – Herbert Bayer, rakousko-americký grafik, malíř, fotograf a sochař († 30. září 1985)
- 13. dubna – Pierre Molinier, fotograf († 3. března 1976)
- 17. května – Pavel Altschul, český novinář, fotograf a vydavatel († 1944)
- 27. května – Leopold Godowsky, americký chemik a vynálezce inverzního filmu a principu Kodachrome († ?)
- 28. června – Kinsuke Šimada, japonský fotograf († 30. června 1994)
- 11. července – Jindřich Suchánek, český konstruktér optický přístrojů († 10. srpna 1988)
- 24. července – Peter Reijnders, nizozemský vynálezce a fotograf († ?)
- 4. září – George Hoyningen-Huene, módní americký fotograf († ?)
- 14. října – Roland Penrose, britský básník, malíř a fotograf († ?)
- 20. října – Georg Pahl, německý novinářský fotograf († 13. května 1963)
- 25. listopadu – Sonya Noskowiak, americká fotografka († 28. dubna 1975)
- 13. prosince – Karel Teige, český spisovatel a fotograf († 1. října 1951)
- 20. prosince – Cosette Harcourt, francouzská fotografka a spoluzakladatelka studia Harcourt († 11. února 1976)
- 22. prosince – Marc Allégret, francouzský fotograf († ?)
- ? – Imre von Santo, maďarský módní fotograf a ilustrátor, mezi válkami působil v Berlíně a Vídni († 1946)
- ? – H. S. Wong, čínský fotograf, který pořídil snímek Krvavá sobota († 9. března 1981)
- ? – Jošikawa Tomizo, japonský fotograf († 1995)
- ? – Narutoši Furukawa, japonský fotograf († 1996)
- ? – Claude Pickens, americký misionář a fotograf († 1985)
- ? – Óri Umesaka, japonský fotograf († 1965)
- ? – Gueorgui Zimine, ruský fotograf († 1985)
- ? – Jean Amaury, francouzský fotograf († 1980)
- ? – Arvid Gutschow, německý fotograf († 1984)
- ? – Roger Henrard, francouzský fotograf († 26. června 1975)
- ? – Léo Durupt, francouzský fotograf († ?)
- ? – Pierre Dalloz, francouzský fotograf († ?)
- ? – Terušiči Hirai, japonský fotograf († ?)
- ? – Manšiči Sakamoto, japonský fotograf († 1974)
- ? – Rogi André, francouzský fotograf († ?)
- ? – Aurel Bauh, francouzsko-rumunský fotograf († ?)
- ? – Hans Casparius, německý fotograf († ?)
- ? – Antonio Arissa, španělský fotograf († 1980)
- ? – Růžena Fikejzlová-Baumová, česká fotografka, původním povoláním účetní, po sňatku s českým zoologem, cestovatelem a spisovatelem Jiřím Baumem se stala cestovatelkou, fotografkou a autorkou cestopisů (23. září 1900 – 16. července 1975)
- ? – Margit Sielska-Reich, polsko-ukrajinská malířka a fotografka (26. května 1900 – 3. února 1980)
- ? – Václav Ševčík, český profesionální umělecký fotograf a pedagog, zakladatel známého prostějovského fotoateliéru (12. července 1900 – 30. ledna 1971)

## Úmrtí v roce 1900
- 18. ledna – Marcus Selmer, norský fotograf (* 6. října 1819)
- 3. února – Elizabeth Pulman,  novozélandská fotografka (* 1. srpna 1836)
- 16. února – Aimé Dupont, belgický fotograf a sochař (* 6. prosince 1841)
- 19. dubna – Alfred Bernier, francouzský lodní lékař a fotograf (* 16. ledna 1822)
- 22. dubna – Auguste-Rosalie Bisson, francouzský fotograf (* 1. května 1826)
- 13. června – René Dagron, francouzský fotograf a vynálezce
- 17. července – Clemens Weller, dánský fotograf německého původu (* 17. května 1838)
- 12. září – Arsène Garnier, francouzský fotograf, portrétoval Victora Huga (* 21. června 1822)
- 31. října – Eugène Cuvelier, francouzský krajinářský fotograf (* 6. dubna 1837)
- 31. prosince – Hannibal Goodwin, americký duchovní, vynálezce a fotograf (* 21. dubna 1822)
- ? – Vasilij Sergejevič Dosekin, ruský fotograf (* 1829)
- ? – Rjú Šimaová,  japonská umělkyně a průkopnice fotografie (* 1823)
- ? – John Burke, irský fotograf, nejznámější svými fotografiemi z druhé anglo-afghánské války mezi lety 1878 a 1880 (* 1843)